# Beat Jörg
Beat Jörg (* 28. August 1958, heimatberechtigt in Gurtnellen und Affoltern im Emmental) ist ein Schweizer Politiker (CVP).
Von 1995 bis 2012 hatte Beat Jörg das Amt des Gemeinderats von Gurtnellen inne. Als Präsident des Urner Gemeindeverbands war er von 2005 bis 2012 tätig. Ab 2012 war Beat Jörg Urner Regierungsrat und steht der Bildungs- und Kulturdirektion vor. 2024 trat er zurück. Jörg wohnt in Gurtnellen.